# 鹿児島県道18号鹿児島北インター線
鹿児島県道18号鹿児島北インター線（かごしまけんどう18ごう かごしまきたインターせん）は、鹿児島県鹿児島市を通る県道（主要地方道）である。

## 概要
鹿児島市伊敷6丁目の九州自動車道 鹿児島北ICから同市伊敷2丁目の国道3号に至る。
なお、鹿児島県の主要地方道の中で総延長がもっとも短い路線である。

### 路線データ
- 陸上距離：0.195 km[1]
- 起点：鹿児島県鹿児島市伊敷6丁目（九州自動車道 鹿児島北IC指宿方面出入口）
- 終点：鹿児島県鹿児島市伊敷2丁目（伊敷ニュータウン入口交差点、国道3号交点）

## 歴史
- 1993年（平成5年）5月11日 - 建設省から、県道徳重横井鹿児島線の一部が鹿児島北インター線として主要地方道に指定される[3]。
- 1994年（平成6年）3月11日 - 九州縦貫自動車道鹿児島北ICから国道3号までの区間が鹿児島北インター線として県道の路線に認定される[2]。

## 地理

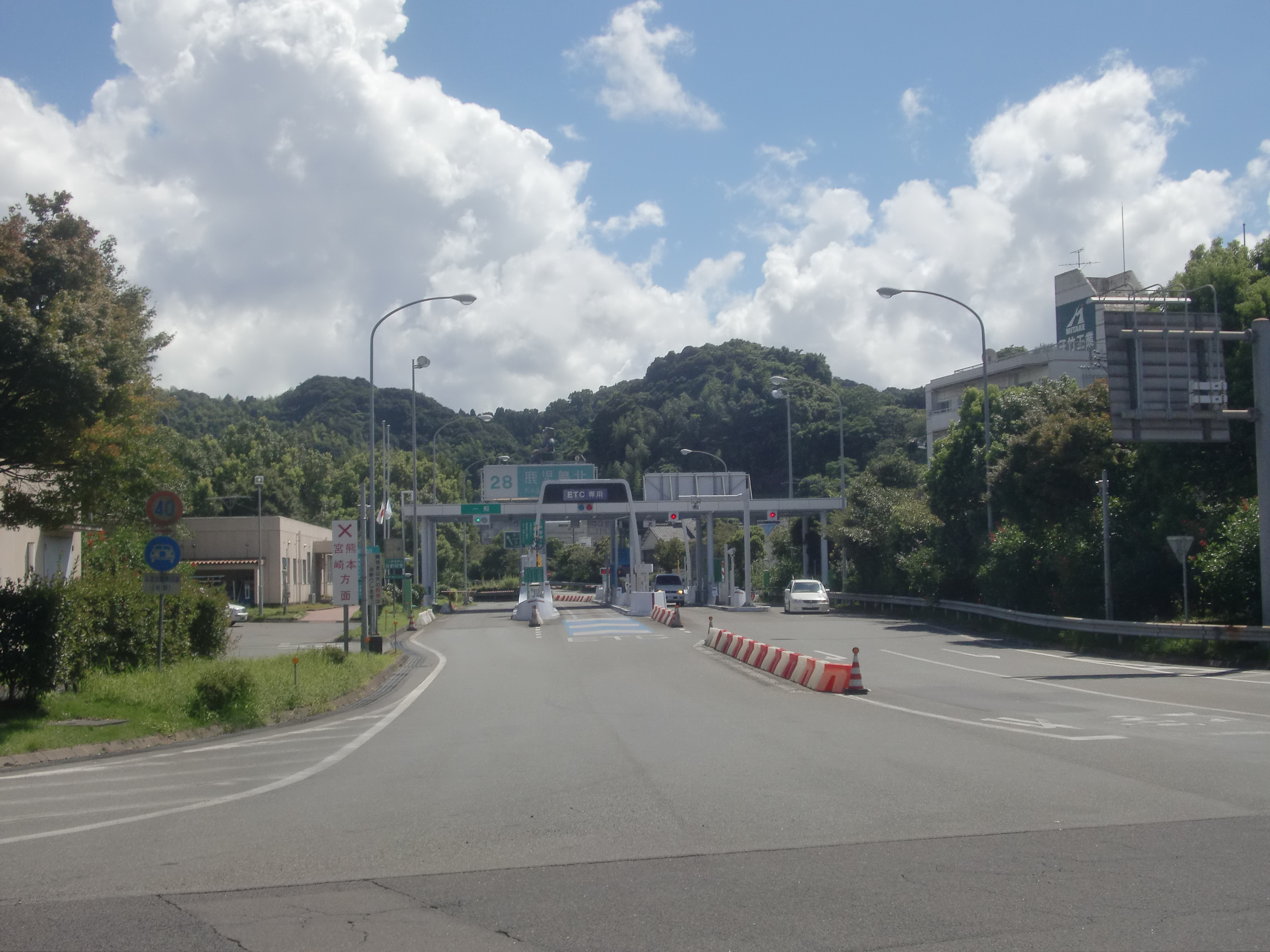
起点となる鹿児島北IC指宿方面出入口（画像左方向が県道18号）

### 通過する自治体
- 鹿児島市

### 交差する道路
| 交差する道路    | 交差する場所 | 交差する場所                      |
| --------------- | ------------ | --------------------------------- |
| E3 九州自動車道 | 伊敷6丁目    | 28 鹿児島北IC指宿方面出入口       |
| 国道3号         | 伊敷2丁目    | 伊敷ニュータウン入口交差点 / 終点 |

### 沿線
- 鹿児島市立伊敷台中学校（終点付近）